# Don Panoz
Don Panoz (Alliance, 13 febbraio 1935 – 11 settembre 2018) è stato un imprenditore statunitense.

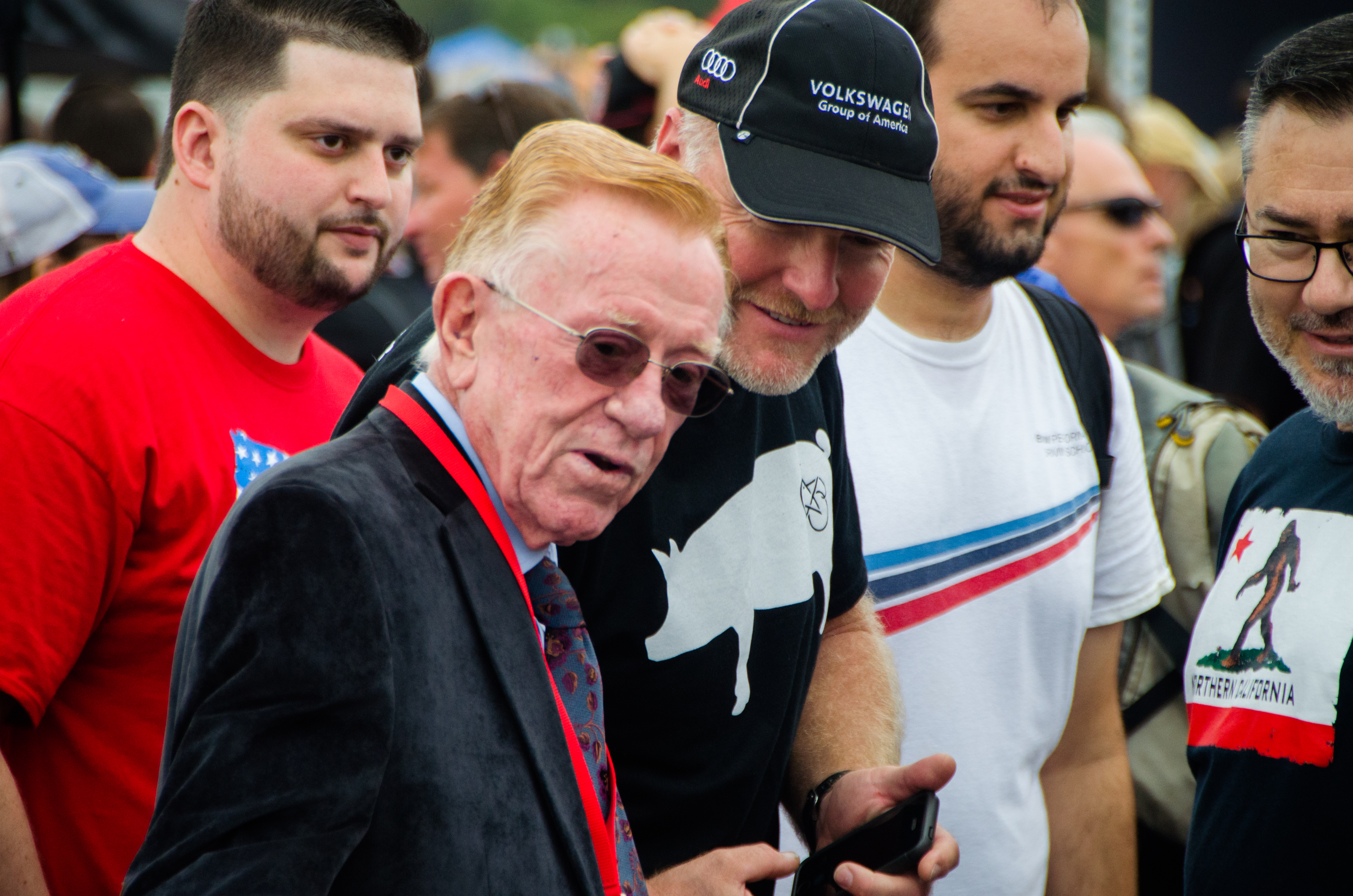
Don Panoz nel 2017

Donald Panoz era un imprenditore nel campo farmaceutico e proprietario di scuderia di auto da corsa.

## Biografia
Nacque da Eugenio Panunzio, immigrato negli Stati Uniti da Avezzano (AQ). Eugenio, che accorciò il proprio cognome in Panoz, fu un campione di boxe.
Don frequentò la Greenbrier Military School a Lewisburg in Virginia Occidentale, dove conobbe e sposò Nancy. Entrambi furono militari dell'Esercito Americano in servizio in Giappone. In seguito tornarono negli Stati Uniti a Pittsburgh in Pennsylvania.

## Carriera industriale
Panoz gestì due farmacie a Pittsburgh mentre studiava alla Duquesne University. Nel 1961, Panoz e Milan Puskar fondarono la società farmaceutica Milan Pharmaceuticals (attualmente Mylan Inc.) a White Sulphur Springs in Virginia Occidentale. Panoz guidò un gruppo di ricerca che inventò i cerotti transdermici per il rilascio controllato dei farmaci.
Panoz lasciò la Mylan nel 1969 quando l'azienda rifiutò di sviluppare il cerotto. Egli si trasferì con la famiglia in Irlanda dove fondò l'azienda farmaceutica Élan Corporation. L'azienda diventò leader nel campo dei cerotti trasdermici e fu la prima azienda irlandese a essere quotata alla Borsa di New York.
Nel 1992 Don e Nancy Panoz crearono il Château Élan Winery & Resort a Braselton in Georgia.  Analogamente crearono il Diablo Grande Winery and Resort a Patterson in California e successivamente il St. Andrews Bay Resort and Spa in Scozia. 
Panoz fu anche cofondatore e presidente dell'azienda HydroMentia nel settore del controllo dell'inquinamento dell'acqua

## Panoz nell'automobilismo
Nel 1989 Don Panoz patrocinò la creazione della Panoz Auto Development di suo figlio Dan Panoz. Agli inizi egli fu scettico circa questa nuova iniziativa ma in seguito contribuì a far correre con le auto Panoz famosi piloti del calibro di Mario Andretti.